# Bonapartherium
Bonapartherium — це вимерлий рід полідолопіморфових метатерій, відомих від пізнього еоцену до раннього олігоцену Аргентини.
Визнано два види: B. hinakusijum і B. serrensis.